# مارك سيمونز (لاعب كريكت)
مارك سيمونز (2 مايو 1955 في المملكة المتحدة - ) (بالإنجليزية: Mark Simmons)‏ هو لاعب كريكت بريطاني. لعب مع Berkshire County Cricket Club ‏.